# Alerte à Singapour
Alerte à Singapour (titre original : World for Ransom) est un film américain réalisé par Robert Aldrich, sorti en 1954.

## Fiche technique
- Titre original : World for Ransom
- Titre français : Alerte à Singapour
- Réalisation : Robert Aldrich
- Assistant réalisateur : Nate D. Slott
- Scénario : Lindsay Hardy, Hugo Butler
- Direction artistique : William Glasgow
- Décors : Ted Offenbecker
- Photographie : Joseph Biroc
- Son : Jack Solomon
- Montage : Michael Luciano
- Musique : Frank De Vol
- Production : Robert Aldrich, Bernard Tabakin
- Production associée : Buck Houghton
- Sociétés de production : Plaza Productions, Allied Artists Pictures Corporation
- Société de distribution : Allied Artists Pictures Corporation
- Pays de production :  États-Unis
- Langue originale : anglais
- Format : Noir et blanc — 35 mm — 1,37:1 — son Mono (Ryder Sound Services, Inc.)
- Genre : Film noir
- Durée : 82 minutes
- Dates de sortie :
  - États-Unis : 27 janvier 1954 (Los Angeles)
  - France : 13 mai 1955
- Affiche : Constantin Belinsky (France)

## Distribution
- Dan Duryea (VF : Michel Roux) : Mike Callahan (Corrigan)
- Gene Lockhart (VF : Raymond Rognoni) : Alexis Pederas
- Patric Knowles (VF : Jean Claudio) : Julian March
- Reginald Denny (VF : Robert Dalban) : le major Ian Bone
- Nigel Bruce (VF : Paul Villé) : Sir Charles Coutis (Sir Scott en VF)
- Arthur Shields (VF : Jean Brunel) : le professeur Sean O'Connor
- Douglass Dumbrille (VF : Jacques Beauchey) : l'inspecteur McCollum
- Carmen D'Antonio : la danseuse
- Keye Luke (VF : Ky Duyen) : Lee Wong
- Clarence Lung (VF : Georges Aminel) : Johnny Chan
- Lou Nova (VF : Raymond Destac) : Leo Guzik
- Marian Carr (VF : Claire Guibert) : Frennessey (Mme Frensy en VF) March
- Strother Martin (VF : Serge Lhorca) : le caporal (non crédité)
- Beal Wong (VF : Ky Duyen) : Wu, le barman (non crédité)